# Adina Porter
Adina Elizabeth Porter (* 13. März 1971 in New York City) ist eine Emmy-nominierte US-amerikanische Schauspielerin.

## Leben
Adina Porter wuchs in New York City auf und schloss ein Studium an der Universität von Purchase ab. Seit ihrer Kindheit hegte sie den Wunsch Schauspielerin zu werden, weshalb sie bereits früh Tanz- und Schauspielunterricht nahm, worin sie unter anderem von Butterfly McQueen, einer aus Vom Winde verweht bekannten Tänzerin und Schauspielerin, betreut wurde. Bis zu dessen Tod im Mai 2013 war sie mit dem Hundetrainer Larry Earl Madison, jr. verheiratet. Das Paar hatte zwei Kinder, Jack und Jourdan, adoptiert.
Bevor sie zum Film kam, trat Porter in mehreren Stücken in regionalen Theatern auf, bis sie schließlich im Jahr 2001 das erste Mal in einem Broadway-Stück eine Rolle erhielt, einer Wiederaufführung des 1936 erst aufgeführten Werks The Women.
Ihre erste Rolle im Fernsehen erhielt sie im Jahr 1990 in der Krimiserie Law & Order, wo sie eine Nebenfigur besetzte. Darüber hinaus war sie auch in Serien wie Emergency Room, Prison Break, NYPD Blue oder Private Practice zu sehen. Als von Dämonen besessene Alkoholikerin Lettie Mae Thornton war sie in True Blood das erste Mal länger einer Darstellerriege zugehörig. Neben diversen Auftritten in Filmen wie Body Shots oder Zu guter Letzt war sie in der Science-Fiction-Fernsehserie The 100 als Indra und in American Horror Story in verschiedenen Rollen zu sehen. Für ihre Rolle der Polizistin Lee Harris in American Horror Story – Roanoke wurde sie in der Kategorie Beste TV-Nebendarstellerin bei den Saturn Awards 2017 nominiert, gewann aber nicht.

## Filmografie (Auswahl)
- 1990, 1994, 1995: Law & Order (Fernsehserie, 3 Episoden)
- 1994: New York Undercover (Fernsehserie, Episode 1x01)
- 1999: Body Shots
- 2000: The District – Einsatz in Washington (The District, Fernsehserie, Episode 1x01)
- 2001, 2003: New York Cops – NYPD Blue (NYPD Blue, Fernsehserie, 2 Episoden)
- 2002: Strong Medicine: Zwei Ärztinnen wie Feuer und Eis (Strong Medicine, Fernsehserie, Episode 3x05)
- 2002: Crossing Jordan – Pathologin mit Profil (Crossing Jordan, Fernsehserie, Episode 2x09)
- 2002: Pipe Dream – Lügen haben Klempnerbeine (Pipe Dream)
- 2005: Emergency Room – Die Notaufnahme (ER, Fernsehserie, Episode 11x17)
- 2005: CSI: NY (Fernsehserie, Episode 1x21)
- 2005: Prison Break (Fernsehserie, 2 Episoden)
- 2006: Without a Trace – Spurlos verschwunden (Without a Trace, Fernsehserie, Episode 5x09)
- 2007: Dr. House (House M.D., Fernsehserie, Episode 3x21)
- 2007: Law & Order: Special Victims Unit (Fernsehserie, Episode 9x08)
- 2008–2014: True Blood (Fernsehserie, 30 Episoden)
- 2009: Cold Case – Kein Opfer ist je vergessen (Cold Case, Fernsehserie, Episode 7x03)
- 2009: CSI: Den Tätern auf der Spur (CSI: Crime Scene Investigation, Fernsehserie, Episode 10x04)
- 2011: Criminal Minds: Team Red (Criminal Minds: Suspect Behavior, Fernsehserie, Episode 1x01)
- 2011: Private Practice (Fernsehserie, Episode 4x17)
- 2011, 2016–2021: American Horror Story (Fernsehserie, 37 Episoden)
- 2012: Grey’s Anatomy (Fernsehserie, Episode 9x02)
- 2012: Vampire Diaries (The Vampire Diaries, Fernsehserie, Episode 4x08)
- 2012–2014: The Newsroom (Fernsehserie, 23 Episoden)
- 2014–2020: The 100 (Fernsehserie, 54 Episoden)
- 2017: Zu guter Letzt (The Last Word)
- 2019: Miss Virginia
- 2020: Outer Banks (Fernsehserie, 8 Episoden)
- 2022: Paper Girls (Fernsehserie, 6 Episoden)
- 2023: Rendezvous mit Torten (Sitting in Bars with Cake)
- 2023: Die Gabe (The Power, Fernsehserie, 7 Episoden)
- 2023: The Changeling (Fernsehserie, 7 Episoden)
- 2024: Ein neuer Sommer (The Perfect Couple, Miniserie)
- 2025: Smoke (Fernsehserie)